# Ella (canción de Bebe)
«Ella» es una canción escrita e interpretada por la cantante española Bebe, incluida en su álbum de estudio, Pafuera telarañas. Fue lanzado como el segundo sencillo oficial por su discográfica EMI Music el 26 de julio de 2004

## Antecedentes
La canción es una protesta femenista que denuncia contra la violencia de género. Sobre esta canción explicó:

Lo que me llevó a grabarlas fue la empatía hacia el sufrimiento de ser maltratado. Fue un año muy violento, yo estaba aterrada, no lo viví en mis carnes, pero recuerdo en el telediario escuchar hasta tres casos de violencia de género en el mismo día. De ahí surgió el tema "Malo". "Ella" fue por una necesidad personal, una reflexión que surgió en un momento delicado, tras la muerte de una persona muy importante en mi vida. Me sirvió para motivarme, lo necesitaba.

## Recepción

### Uso en los medios
En México fue utilizada como tema de opening para la telenovela Palabra de mujer, protagonizada por Edith González, Lidia Ávila, Ludwika Paleta y Yadhira Carrillo.